# Ceiba erianthos
Ceiba erianthos là một loài thực vật có hoa trong họ Cẩm quỳ. Loài này được (Cav.) K.Schum. mô tả khoa học đầu tiên năm 1886.